# Кетрисанівська волость
Кетрисанівська волость — історична адміністративно-територіальна одиниця Єлизаветградського повіту Херсонської губернії із центром у селі Кетрисанівка.
Станом на 1886 рік складалася з 16 поселень, 17 сільських громад. Населення — 3368 осіб (1703 чоловічої статі та 1665 — жіночої), 373 дворових господарства.
|                     | Площа, десятин | У тому числі орної, дес. |
| ------------------- | -------------- | ------------------------ |
| Сільських громад    | 2602           | 1451                     |
| Приватної власності | 22648          | 7276                     |
| Казенної власності  | 3641           | 1318                     |
| Іншої власності     | —              | —                        |
| Загалом             | 28891          | 10045                    |

Основні поселення волості:
- Кетрисанівка — колишнє власницьке село при річці Громоклія за 66 верст від повітового міста, 134 особи, 26 дворових господарств, православна церква, лавка, поштова станція.
- Гордо-Василівка — колишнє власницьке село при річці Громоклія, 45 осіб, 11 дворових господарств, лавка.
- Громоклія — колишнє власницьке село при річці Громоклія, 345 осіб, 30 дворових господарств, єврейський молитовний будинок, 2 лавки.

За даними 1896 року у волості налічувалось 82 поселення, 818 дворових господарства, населення становило 4932 особи.